# Werner Jaeger
Werner Wilhelm Jaeger (Lobberich, 30 de julho de 1888 – Cambridge, Massachusetts, 19 de outubro de 1961) foi um filósofo, filólogo e classicista alemão.
Sua principal obra, Paidéia, foi editada na Alemanha, pela primeira vez, em 1936. No Brasil, sua primeira tradução e publicação data de 1966.

## Vida
Jaeger nasceu em Lobberich. Frequentou a escola nessa cidade e no Gymnasium Thomaeum, em Kempen. Estudou na Universidade de Marburg e na Universidade de Berlim. Doutorou-se por esta, em 1911, com uma tese sobre a Metafísica de Aristóteles. Sua licenciatura foi sobre Nemésio de Emesa em 1914. Apenas com 26 anos, Jaeger foi convidado para ser catedrático à Universidade de Basileia, na Suíça. No ano seguinte, galgou posição semelhante em Kiel, e em 1921 voltou a Berlim. Jaeger ficou aí até 1936.
Àquele ano, emigrou para os Estados Unidos por estar insatisfeito com a ascensão do Nacional Socialismo. Jaeger expressou sua censura velada em 1937 com Humanistische Reden und Vortraege (Discursos e palestras humanistas), e seu livro Demosthenes (1938), baseado em sua palestra em Sather de 1934. As mensagens de Jaeger foram plenamente entendidas em círculos universitários alemães; os ardentes seguidores nazistas atacaram duramente Jaeger.
Nos Estados Unidos, Jaeger trabalhou em dedicação exclusiva como professor na Universidade de Chicago de 1936 a 1939. Depois mudou-se para a Universidade de Harvard para continuar sua edição do Padre da Igreja Gregório de Níssa, que ele havia iniciado antes do começo da Primeira Guerra Mundial. Jaeger ficaria na cidade de Cambridge (Massachusetts) até o fim da vida.

## Trabalhos Acadêmicos
Durante o período em que esteve na Alemanha e nos Estados Unidos, Jaeger produziu muitas obras bastante respeitadas. Inicialmente, atualizou a escrita de duas versões de sua tese sobre a Metafísica de Aristóteles, uma em latim e outra em alemão. Sua edição da Metafísica foi publicada em 1957. Apenas dois anos depois, editou Gregório de Nyssa Contra Eunomium (1921, 1960). Jaeger tornou-se famoso em 1923 pelo inovador estudo sobre Aristóteles, Aristoteles: Grundlegung einer Geschichte seiner Entwicklung. Suas teorias não foram muito questionadas até os anos 1960. Jaeger fundou ainda dois jornais em 1925: Die Antike (1925–1944) e o influente periódico Gnomon (extinto). Jaeger foi editor das obras sobre o Pai da Igreja Gregório de Nyssa, Gregorii Nysseni Opera, e editou o maior arquivo acadêmico e a fundação filológica para o estudo das obras sobre os Padres da Igreja da  Capadócia.
Jaeger é mais conhecido pela grande obra Paideia: a formação do homem grego (em português do Brasil), uma extensa análise do nascimento das primeiras práticas e as posteriores reflexões sobre os ideais de educação da Grécia Antiga. Nessa obra, "Jaeger estudou a interação entre o processo histórico da formação do homem grego e o processo espiritual através do qual os gregos chegaram a elaborar seu ideal de humanidade."
Sua última obra, Early Christianity and Greek Paideia (1961) é um impressionante resumo do trabalho de sua vida, cobrindo quase mil anos de filologia, filosofia e teologia grega, de Homero aos filósofos pré-socráticos, Platão e incluindo vários Padres da Igreja. Seus textos se encontram na Biblioteca Houghton, da Universidade de Harvard.

## Obras
- Emendationum Aristotelearum specimen (1911)
- Studien zur Enstehungsgeschichte der Metaphysik des Aristoteles (1911)
- Nemesios von Emesa. Quellenforschung zum Neuplatonismus und seinen Anfaengen bei Poseidonios (1914)
- Gregorii Nysseni Opera, vol. I-X  (1921-2009)
- Aristoteles: Grundlegung einer Geschichte seiner Entwicklung (1923)
- Platons Stellung im Aufbau der griechischen Bildung (1928)
- Paideia; die Formung des griechischen Menschen, 3 vols. (1933–1947), edição brasileira Paideia: a formação do homem grego (WMF Martins Fontes, 2013)
- Humanistische Reden und Vortraege (1937)
- Demosthenes (Sather Classical Lecture), 1934, 1938 trad. ingl. por Edward Schouten Robinson; edição alemã 1939)
- Humanism and Theology (1943)
- The Theology of the Early Greek Philosophers (Gifford Lectures) (1936, trad. ingl. por  Edward Schouten Robinson,1947; 1953 edição alemã)
- Two rediscovered works of ancient Christian literature: Gregory of Nyssa and Macarius(1954)
- Aristotelis Metaphysica (1957)
- Scripta Minora, 2 vol. (1960)
- Early Christianity and Greek Paideia (1961)
- Gregor von Nyssa's Lehre vom Heiligen Geist, 1966